# يحيى الرخاوي
يحيى الرخاوي (1933 - توفي 18 ديسمبر 2022) طبيب نفسي وأديب مصري. عمل أستاذاً للطب النفسي بكلية طب قصر العيني بجامعة القاهرة.

## تدرجه الأكاديمي
- بكالوريوس الطب والجراحة، كلية الطب، جامعة القاهرة، 1957.
- دبلوم الأمراض الباطنية، 1959 كلية طب قصر العيني- جامعة القاهرة.
- دبلوم الأمراض النفسية والعصبية، 1961 كلية طب قصر العيني - جامعة القاهرة.
- دكتوراه الطب النفسي، 1963 كلية طب قصر العيني - جامعة القاهرة.

## مؤلفاته
له أكثر من أربعين كتابًا، منها:
1. علم النفس تحت المجهر.
2. مبادئ الأمراض النفسية.
3. حكمة المجانين.
4. عندما يتعرَّى الإنسان.

## جوائز أدبية
حصل الدكتور يحيى الرخاوي على جائزة الدولة التشجيعية في الآداب عن روايته «المشي على الصراط» سنة 1979.